# Mathieu d’Escouchy
Mathieu d’Escouchy (Le Quesnoy, 1420 – Péronne, 1482) pikárdiai városi elöljáró, nemes, történetíró.

## Pályafutása
Városatya, majd 1445-ig elöljáró volt Péronne-ban. Családi viszályban állt Jean Froment városi ügyésszel, amely az évek során teljesen elfajult. A két férfi pereket indított egymás mellett, mások mellett kicsapongással, merényletekkel vádolva a másikat. D’Escouchy boszorkánysággal vádolta meg ellenfele feleségét, de ő járt pórul: a párizsi parlament bebörtönözte. További öt alkalommal zárták el élete során. Párbajozott Froment egyik fiával, és megsebesült. Ő és ellenfele is bérgyilkosokat fogadott a másik likvidálására.
Karrierje a sok csatározás ellenére egyenes ívben haladt: Ribemont bírója, majd előljárója lett, majd királyi ügyészként tevékenykedett Saint-Quentinben. Harcolt a montlhéryi csatában XI. Lajos francia király seregében, ahol fogságba esett. Az uralkodótól nemesi címet kapott. Egy későbbi hadjáratban olyan súlyosan megsebesült, hogy rokkantan tért haza. Ezután megnősült. Az utolsó információ életéről, hogy pecséthamisítással vádolták meg. Emiatt Párizsba vitték, ahol kínvallatással beismerő vallomást csikartak ki belőle. Megakadályozták a fellebbezését, és elítélték.
Életének egy részében papírra vetette a százéves háború eseményeit. Irata (Chronique) Johan Huizinga holland történész értékelése szerint  „pontos, tárgyilagos, pártatlan és moralizáló”.